# Mike Conley, Jr.
Ne doit pas être confondu avec Mike Conley, son père et athlète américain.
Pour les articles homonymes, voir Mike et Conley.
Michael Alex "Mike" Conley, Jr. né le 11 octobre 1987 à Fayetteville (Arkansas), est un joueur américain de basket-ball. Mesurant 1,80 m et évoluant au poste de meneur pour les Grizzlies de Memphis puis le Jazz de l'Utah, il est le fils du champion olympique 1992 de triple saut Mike Conley, Sr.
Souvent considéré comme sous-estimé, il est finalement nommé All-Star en 2021, devenant par la même occasion le joueur ayant dû attendre le plus longtemps après son entrée dans la ligue pour être nommé. Mike Conley est gaucher.

## Enfance et début au Basket
Mike Conley nait le 11 octobre 1987 à Fayetteville, dans l'Arkansas.

### Université
Lors de sa première année à l'Ohio State, Conley inscrit en moyenne 11,3 points et finit premier de sa conférence en passes décisives avec 6,1 par match. Conley et son camarade de première année Greg Oden mènent les Buckeyes au championnat de la Big Ten Conference et à une deuxième place au tournoi NCAA 2007.
Après avoir terminé la saison avec un total de 441 points et 238 passes décisives, Conley est nommé dans la première équipe All-Big Ten.
Après sa première année, Conley annonce son intention de participer à la draft 2007 de la NBA, tout comme Oden. Pour préserver son éligibilité à se retirer de la draft, il ne signe pas initialement avec un agent, mais signe avec son père plusieurs semaines avant la draft.

## Carrière NBA

### Grizzlies de Memphis (2007-2019)
Le 28 juin 2007, il est drafté par les Grizzlies de Memphis au quatrième rang du premier tour.
Lors de la saison NBA 2011-2012, il est l'un des meilleurs intercepteurs de la ligue avec 2,2 interceptions par match, classement dont il est leader durant une période de la saison.
En 2012-2013, Conley est le joueur qui réalise le plus grand nombre d'interceptions sur l'ensemble de l'exercice avec 174 interceptions pour une moyenne de 2,2 par rencontre, deuxième de ce classement où il se présente comme le grand rival de Chris Paul. Au terme de cette saison, il est également élu dans la NBA All-Defensive Second Team.
En 2013-2014, il remporte le NBA Sportsmanship Award. Il remporte à nouveau cette récompense à l'issue de la saison 2015-2016.
Le 27 mars 2019, Conley devient le meilleur marqueur de l'histoire de sa franchise. Déjà meilleur passeur et meilleur intercepteur, il a aussi le record du nombre de paniers à 3 points marqués ainsi que celui du nombre de matchs joués. Il rejoint LeBron James et Reggie Miller dans ce cercle très fermé des joueurs dominant cinq catégories statistiques d'une même équipe.

### Jazz de l'Utah (2019-2023)
Lors de l'intersaison 2019, il est transféré vers le Jazz de l'Utah en échange de Grayson Allen, Kyle Korver, Jae Crowder et le 23e choix de la draft 2019.
Le 5 mars 2021, il est sélectionné pour la 1re fois pour le All Star-Game à la place Devin Booker, blessé. Cette première sélection, qui survient alors qu'il est dans sa quatorzième année en NBA, constitue un record. Il y rejoint ses coéquipiers Rudy Gobert et Donovan Mitchell.
Lors du marché des agents libres, Mike re-signe avec le Jazz pour 72,5 millions de dollars sur trois ans.

### Timberwolves du Minnesota (depuis 2023)
Le 9 février 2023, la veille de la fermeture du marché des transferts, il est transféré vers les Timberwolves du Minnesota dans un échange en triangle incluant les Lakers, les Timberwolves et le Jazz. Il retrouve ainsi son ancien coéquipier des Grizzlies Kyle Anderson, et Rudy Gobert, avec qui il a joué au Jazz de l'Utah.
Il fait ses débuts sous ses nouvelles couleurs le lendemain, inscrivant 9 points, faisant 3 passes décisives et 2 interceptions, lors d'une défaite 128 à 107 contre les Grizzlies de Memphis.
Le 23 février 2024, en fin de contrat à la fin de la saison, il prolonge avec les Wolves jusqu'en 2026. Le 1er mai, il est nommé coéquipier NBA de l'année.

## Statistiques
Légende : gras = ses meilleures performances

### Universitaires
| Saison    | Équipe     | Matchs | Titul. | Min./m | % Tir | % 3pts | % LF | Rbds/m. | Pass/m. | Int/m. | Ctr/m. | Pts/m. |
| --------- | ---------- | ------ | ------ | ------ | ----- | ------ | ---- | ------- | ------- | ------ | ------ | ------ |
| 2006-2007 | Ohio State | 39     | 39     | 31,6   | 51,8  | 30,4   | 69,4 | 3,44    | 6,10    | 2,23   | 0,26   | 11,31  |
| Carrière  | Carrière   | 39     | 39     | 31,6   | 51,8  | 30,4   | 69,4 | 3,44    | 6,10    | 2,23   | 0,26   | 11,31  |

### Professionnelles

#### Saison régulière
| Saison        | Équipe        | Matchs | Titul. | Min./m | % Tir | % 3pts | % LF | Rbds/m. | Pass/m. | Int/m. | Ctr/m. | Pts/m. |
| ------------- | ------------- | ------ | ------ | ------ | ----- | ------ | ---- | ------- | ------- | ------ | ------ | ------ |
| 2007-2008     | Memphis       | 53     | 46     | 26,1   | 42,8  | 33,0   | 73,2 | 2,62    | 4,19    | 0,83   | 0,04   | 9,40   |
| 2008-2009     | Memphis       | 82     | 61     | 30,6   | 44,2  | 40,6   | 81,7 | 3,37    | 4,32    | 1,10   | 0,10   | 10,91  |
| 2009-2010     | Memphis       | 80     | 80     | 32,1   | 44,5  | 38,7   | 74,3 | 2,39    | 5,31    | 1,36   | 0,15   | 11,99  |
| 2010-2011     | Memphis       | 81     | 81     | 35,5   | 44,4  | 36,9   | 73,3 | 3,05    | 6,52    | 1,78   | 0,22   | 13,67  |
| 2011-2012*    | Memphis       | 62     | 61     | 35,1   | 43,3  | 37,7   | 86,1 | 2,52    | 6,52    | 2,19   | 0,18   | 12,71  |
| 2012-2013     | Memphis       | 80     | 80     | 34,5   | 44,0  | 36,2   | 83,0 | 2,81    | 6,09    | 2,17   | 0,30   | 14,60  |
| 2013-2014     | Memphis       | 73     | 73     | 33,5   | 45,0  | 36,1   | 81,5 | 2,92    | 6,04    | 1,51   | 0,18   | 17,21  |
| 2014-2015     | Memphis       | 70     | 70     | 31,8   | 44,6  | 38,6   | 85,9 | 2,99    | 5,36    | 1,27   | 0,20   | 15,81  |
| 2015-2016     | Memphis       | 56     | 56     | 31,4   | 42,2  | 36,3   | 83,4 | 2,93    | 6,11    | 1,20   | 0,29   | 15,30  |
| 2016-2017     | Memphis       | 69     | 68     | 33,2   | 46,0  | 40,8   | 85,9 | 3,49    | 6,28    | 1,33   | 0,28   | 20,51  |
| 2017-2018     | Memphis       | 12     | 12     | 31,1   | 38,1  | 31,2   | 80,3 | 2,25    | 4,08    | 1,00   | 0,25   | 17,08  |
| 2018-2019     | Memphis       | 70     | 70     | 33,5   | 43,8  | 36,4   | 84,5 | 3,41    | 6,41    | 1,34   | 0,31   | 21,11  |
| 2019-2020     | Utah          | 47     | 41     | 29,0   | 40,9  | 37,5   | 82,7 | 3,21    | 4,36    | 0,79   | 0,11   | 14,36  |
| 2020-2021     | Utah          | 51     | 51     | 29,4   | 44,4  | 41,2   | 85,2 | 3,47    | 5,98    | 1,37   | 0,18   | 16,22  |
| 2021-2022     | Utah          | 72     | 72     | 28,6   | 43,5  | 40,8   | 79,6 | 3,01    | 5,35    | 1,33   | 0,29   | 13,69  |
| 2022-2023     | Utah          | 43     | 42     | 29,7   | 40,8  | 36,2   | 81,3 | 2,49    | 7,67    | 1,02   | 0,23   | 10,72  |
| 2022-2023     | Minnesota     | 24     | 24     | 31,4   | 46,0  | 42,0   | 86,3 | 3,12    | 5,00    | 1,21   | 0,17   | 14,04  |
| 2023-2024     | Minnesota     | 76     | 76     | 28,9   | 45,7  | 44,2   | 91,1 | 2,87    | 5,91    | 1,16   | 0,22   | 11,43  |
| 2024-2025     | Minnesota     | 71     | 64     | 24,7   | 40,0  | 41,0   | 90,0 | 2,60    | 4,50    | 1,10   | 0,20   | 8,20   |
| Carrière      | Carrière      | 1172   | 1128   | 31,2   | 43,8  | 38,9   | 82,5 | 2,97    | 5,73    | 1,38   | 0,21   | 14,10  |
| All-Star Game | All-Star Game | 1      | 0      | 13,0   | 16,7  | 20,0   | 00,0 | 1,00    | 2,00    | 1,00   | 0,00   | 3,00   |

Note : * Cette saison a été réduite de 82 à 66 matchs.
Dernière mise à jour au 18 avril 2025

#### Playoffs
| Saison   | Équipe    | Matchs | Titul. | Min./m | % Tir | % 3pts | % LF  | Rbds/m. | Pass/m. | Int/m. | Ctr/m. | Pts/m. |
| -------- | --------- | ------ | ------ | ------ | ----- | ------ | ----- | ------- | ------- | ------ | ------ | ------ |
| 2011     | Memphis   | 13     | 13     | 39,0   | 38,8  | 29,7   | 83,0  | 3,85    | 6,38    | 1,08   | 0,23   | 15,15  |
| 2012     | Memphis   | 7      | 7      | 39,5   | 42,1  | 50,0   | 75,0  | 3,29    | 7,14    | 0,86   | 0,00   | 14,14  |
| 2013     | Memphis   | 15     | 15     | 38,3   | 38,4  | 28,1   | 76,3  | 4,73    | 7,13    | 1,73   | 0,33   | 17,00  |
| 2014     | Memphis   | 7      | 7      | 38,1   | 43,1  | 11,1   | 76,9  | 4,57    | 7,86    | 2,00   | 0,14   | 15,86  |
| 2015     | Memphis   | 8      | 8      | 30,4   | 42,7  | 30,3   | 82,1  | 1,12    | 5,00    | 1,38   | 0,00   | 14,38  |
| 2017     | Memphis   | 6      | 6      | 37,3   | 48,5  | 44,7   | 83,8  | 3,33    | 7,00    | 1,67   | 0,50   | 24,67  |
| 2020     | Utah      | 5      | 5      | 33,0   | 48,4  | 52,9   | 86,4  | 2,80    | 5,20    | 0,20   | 0,50   | 19,80  |
| 2021     | Utah      | 6      | 6      | 29,3   | 42,6  | 48,6   | 100,0 | 3,50    | 7,70    | 1,60   | 0,20   | 15,33  |
| 2022     | Utah      | 6      | 6      | 29,0   | 33,3  | 20,0   | 80,0  | 3,17    | 4,83    | 0,83   | 0,33   | 9,17   |
| 2023     | Minnesota | 5      | 5      | 36,6   | 47,6  | 45,5   | 90,9  | 2,60    | 6,40    | 0,60   | 0,00   | 12,00  |
| 2024     | Minnesota | 15     | 15     | 31,6   | 42,8  | 39,5   | 71,4  | 3,87    | 5,73    | 1,40   | 0,20   | 11,60  |
| Carrière | Carrière  | 93     | 93     | 35,1   | 41,8  | 36,4   | 80,3  | 3,55    | 6,41    | 1,28   | 0,23   | 15,11  |

Dernière modification au 20 juin 2023.

## Records sur une rencontre en NBA
Les records personnels de Mike Conley en NBA sont les suivants, :
| Type de statistique        | Saison régulière | Saison régulière            | Saison régulière | Playoffs | Playoffs                  | Playoffs      |
| Type de statistique        | Record           | Adversaire                  | Date             | Record   | Adversaire                | Date          |
| -------------------------- | ---------------- | --------------------------- | ---------------- | -------- | ------------------------- | ------------- |
| Points                     | 40               | Trail Blazers de Portland   | 5 mars 2019      | 35       | Spurs de San Antonio      | 22 avril 2017 |
| Paniers marqués            | 14               | 76ers de Philadelphie       | 7 mars 2009      | 13       | Spurs de San Antonio      | 22 avril 2017 |
| Paniers tentés             | 25               | 2 fois                      | 2 fois           | 23       | Spurs de San Antonio      | 22 avril 2017 |
| Paniers à 3 points réussis | 8                | @ Bulls de Chicago          | 17 mars 2023     | 7        | 2 fois                    | 2 fois        |
| Paniers à 3 points tentés  | 14               | Clippers de Los Angeles     | 1er janvier 2021 | 11       | Grizzlies de Memphis      | 23 mai 2021   |
| Lancers francs réussis     | 12               | @ Knicks de New York        | 27 mars 2013     | 12       | Clippers de Los Angeles   | 3 mai 2013    |
| Lancers francs tentés      | 15               | Trail Blazers de Portland   | 5 mars 2019      | 17       | Clippers de Los Angeles   | 3 mai 2013    |
| Rebonds offensifs          | 4                | 2 fois                      | 2 fois           | 2        | 9 fois                    | 9 fois        |
| Rebonds défensifs          | 9                | 5 fois                      | 5 fois           | 9        | Spurs de San Antonio      | 22 avril 2017 |
| Rebonds totaux             | 10               | 5 fois                      | 5 fois           | 10       | @ Thunder d'Oklahoma City | 7 mai 2013    |
| Passes décisives           | 15               | @ Trail Blazers de Portland | 12 mars 2013     | 15       | Grizzlies de Memphis      | 26 mai 2021   |
| Interceptions              | 7                | 2 fois                      | 2 fois           | 5        | Spurs de San Antonio      | 25 mai 2013   |
| Contres                    | 3                | 3 fois                      | 3 fois           | 2        | 2 fois                    | 2 fois        |
| Balles perdues             | 7                | 4 fois                      | 4 fois           | 6        | @ Clippers de Los Angeles | 18 juin 2021  |
| Minutes jouées             | 51               | Lakers de Los Angeles       | 13 mars 2012     | 49       | Thunder d'Oklahoma City   | 13 mai 2013   |

- Double-double : 93 (dont 11 en playoffs)
- Triple-double : 0

Dernière mise à jour : 12 juin 2024

## Palmarès

### Université
- First-team All-Big Ten en 2007
- McDonald's All-American en 2006
- Third-team Parade All-American en 2006

### NBA

#### Distinctions personnelles
- 1 sélection au All-Star Game en 2021.
- NBA All-Defensive Second Team en 2013.
- NBA Sportsmanship Award en 2014, 2016, 2019 et 2023.
- Teammate of the Year en 2019 et 2024.

## Salaires
| Année       | Équipe      | Salaire       |
| ----------- | ----------- | ------------- |
| 2007-2008   | Memphis     | 3 377 160 $   |
| 2008-2009   | Memphis     | 3 630 480 $   |
| 2009-2010   | Memphis     | 3 883 800 $   |
| 2010-2011   | Memphis     | 4 913 007 $   |
| 2011-2012   | Memphis     | 6 611 571 $   |
| 2012-2013   | Memphis     | 7 305 786 $   |
| 2013-2014   | Memphis     | 8 000 001 $   |
| 2014-2015   | Memphis     | 8 894 216 $   |
| 2015-2016   | Memphis     | 9 588 426 $   |
| 2016-2017   | Memphis     | 26 540 100 $  |
| 2017-2018   | Memphis     | 28 530 608 $  |
| 2018-2019   | Memphis     | 30 521 116 $  |
| 2019-2020   | Utah        | 32 511 623 $  |
| 2020-2021   | Utah        | 34 504 132 $  |
| 2021-2022   | Utah        | 21 000 000 $  |
| 2022-2023   | Minnesota   | 22 680 000 $  |
| Total Gains | Total Gains | 252 492 026 $ |
| 2023-2024   | Minnesota   | 24 360 000 $  |
| 2024-2025   | Minnesota   | 9 975 962 $   |
| 2025-2026   | Minnesota   | 10 774 038 $  |

## Vie privée
Conley est un chrétien. Conley a parlé de sa foi en disant: "Jésus est le monde. Jésus est tout.".
Le père de Conley est Mike Conley Sr., médaillé olympique d'or et d'argent au triple saut. Il est également le neveu de l'ancien footballeur américain Steve Conley.
Le 5 juillet 2014, Conley épouse sa petite amie Mary Peluso, qu'il a rencontré à Ohio State. En 2016, le couple a accueilli leur premier enfant, Myles Alex Conley.